# لادا کالینا
لادا کالینا (Lada Kalina) خودرویی است که از سال ۲۰۰۴ تا ۲۰۱۸ توسط شرکت لادا تولید شده‌است. طراحی آن خودروهای موتور جلو-محور جلو بوده طول آن در حالت طبیعی ۳٬۸۵۰ میلیمتر (۱۵۱٫۶ اینچ)، عرض آن در حالت طبیعی ۱٬۶۷۰ میلیمتر (۶۵٫۷ اینچ)، ارتفاع آن در حالت طبیعی ۱٬۵۰۰ میلیمتر (۵۹٫۱ اینچ) و وزن آن در حالت طبیعی ۱٬۰۸۰ کیلوگرم (۲٬۳۸۱ پوند) است.

## نگارخانه

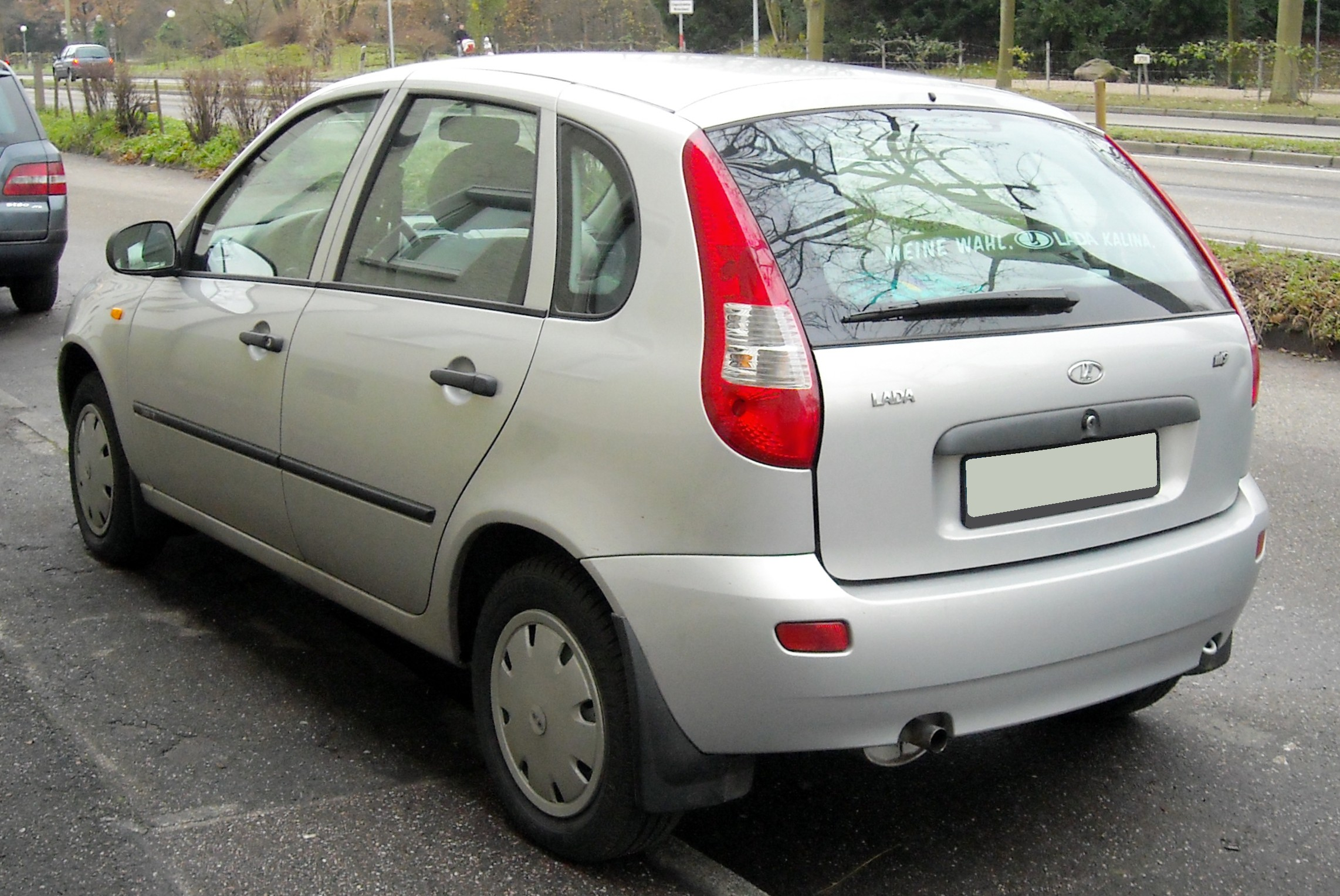
Lada Kalina Hatchback
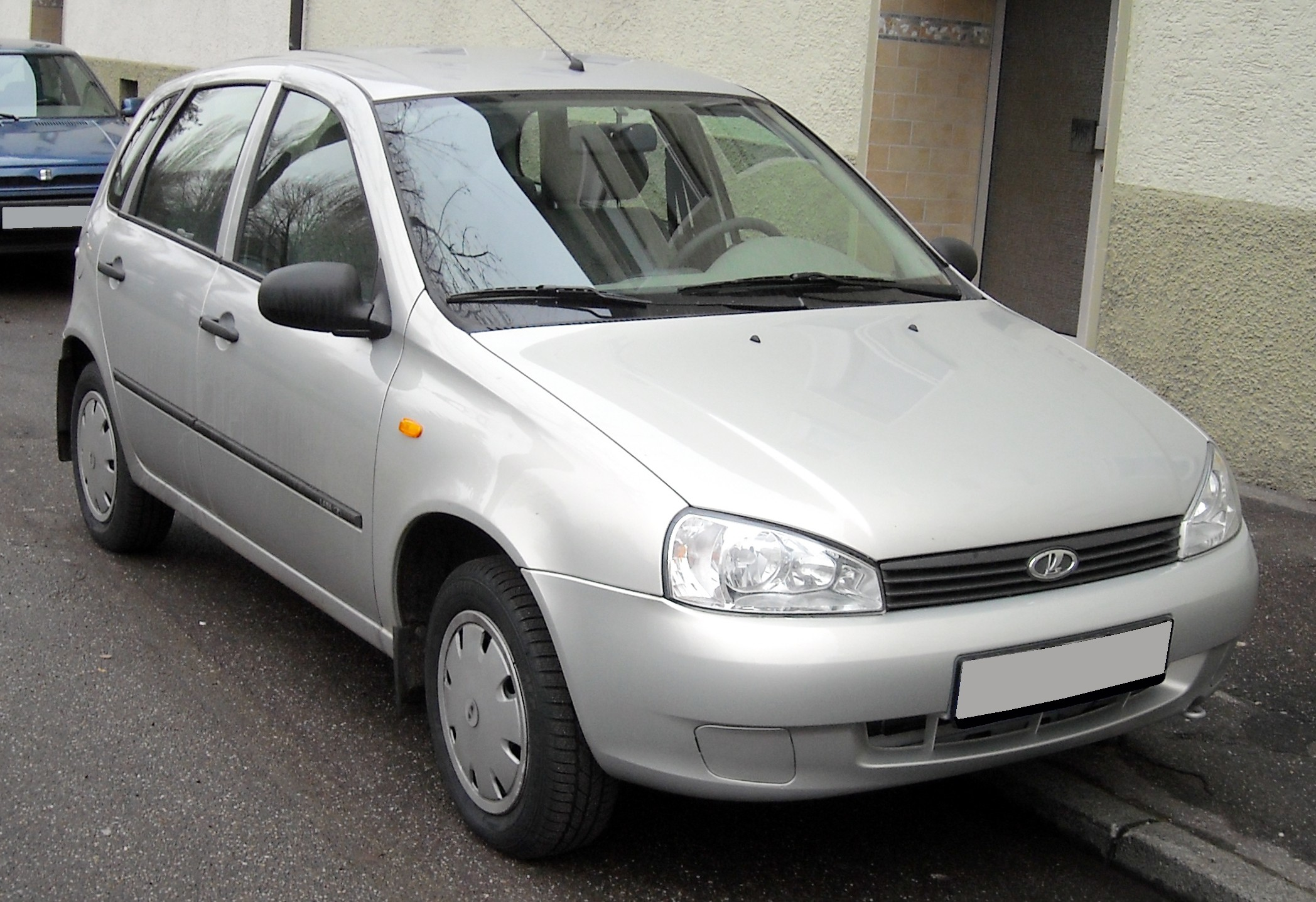
Lada Kalina Hatchback
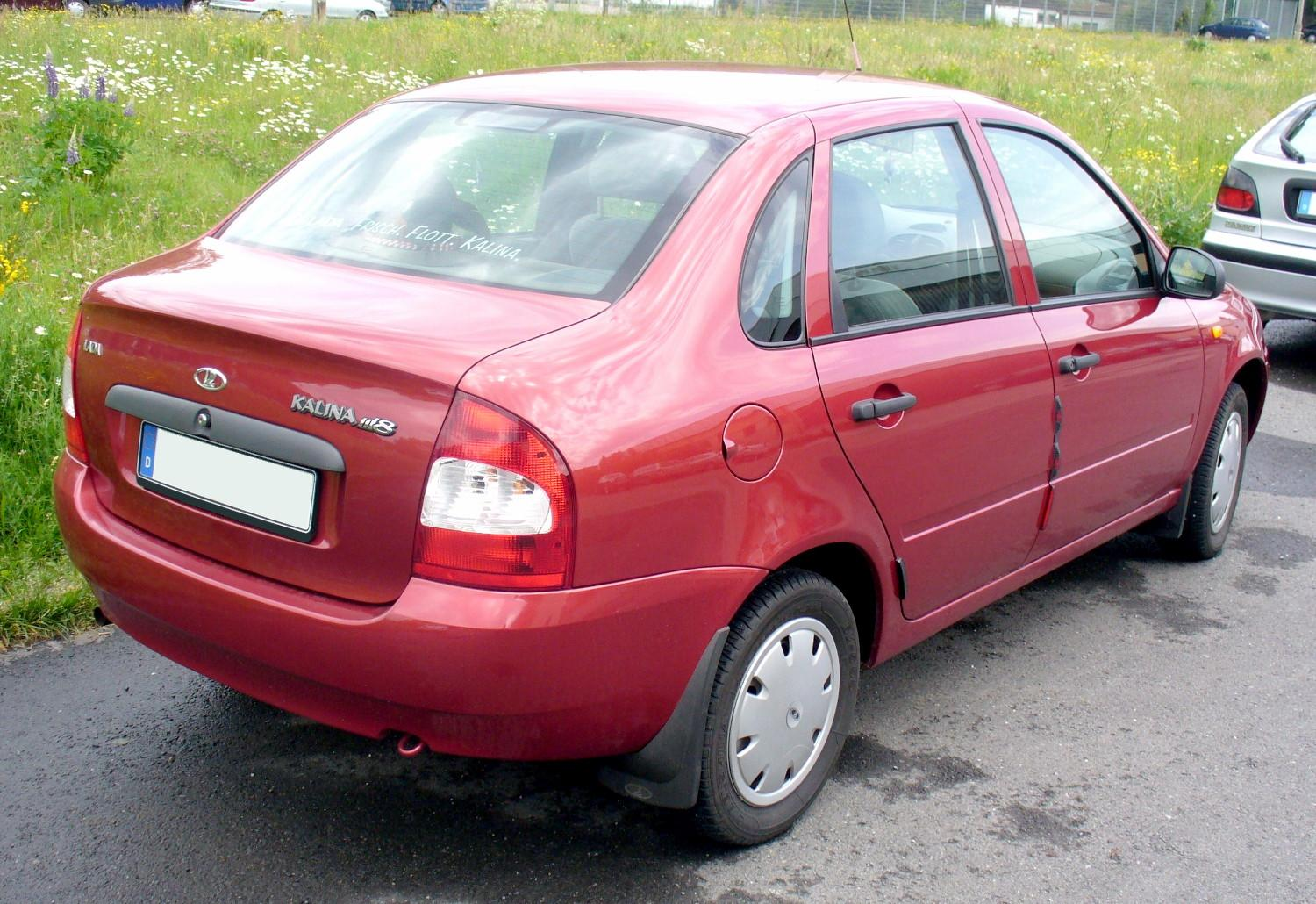
Lada Kalina Sedan
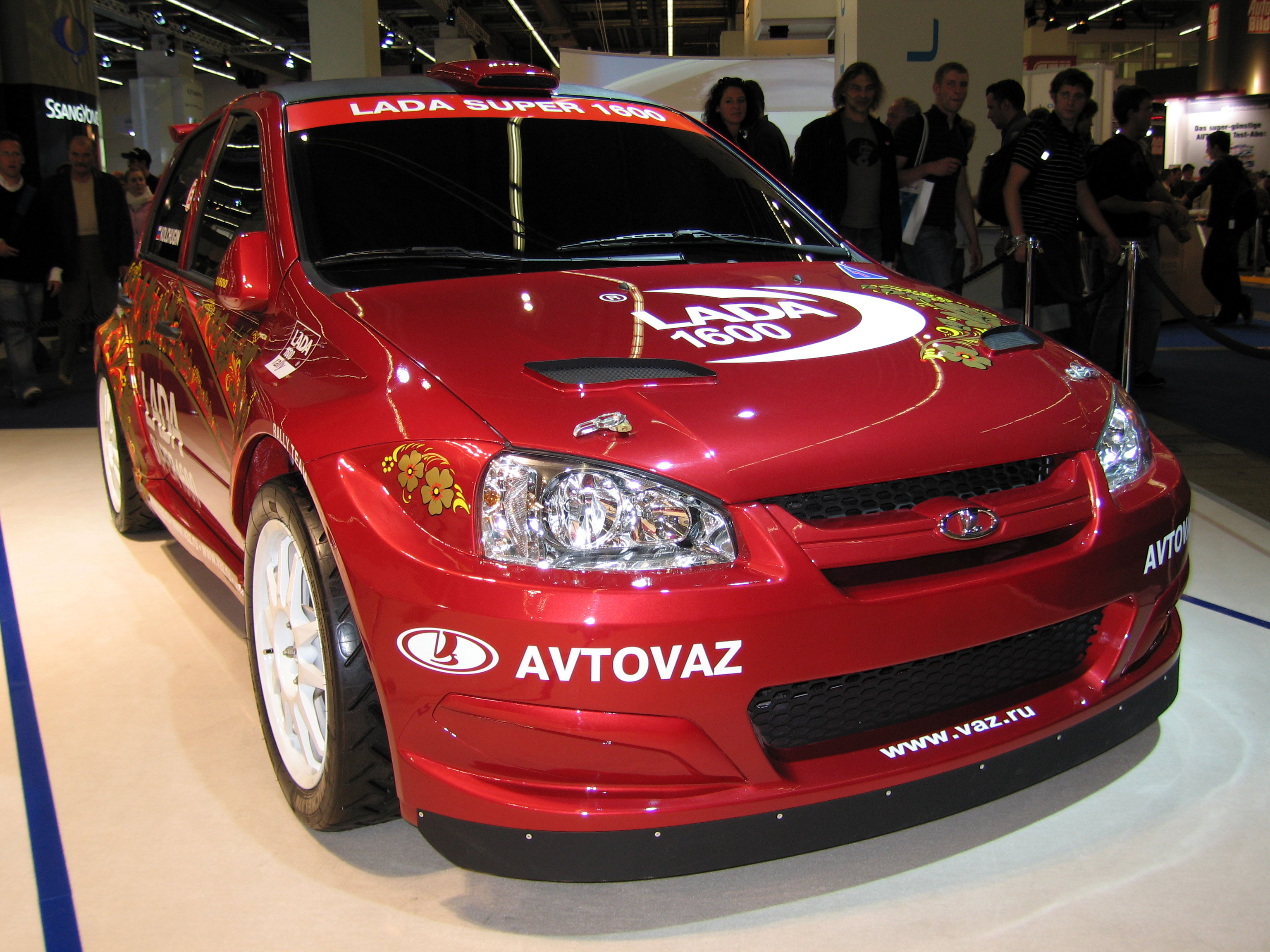
Lada Kalina Super 1600
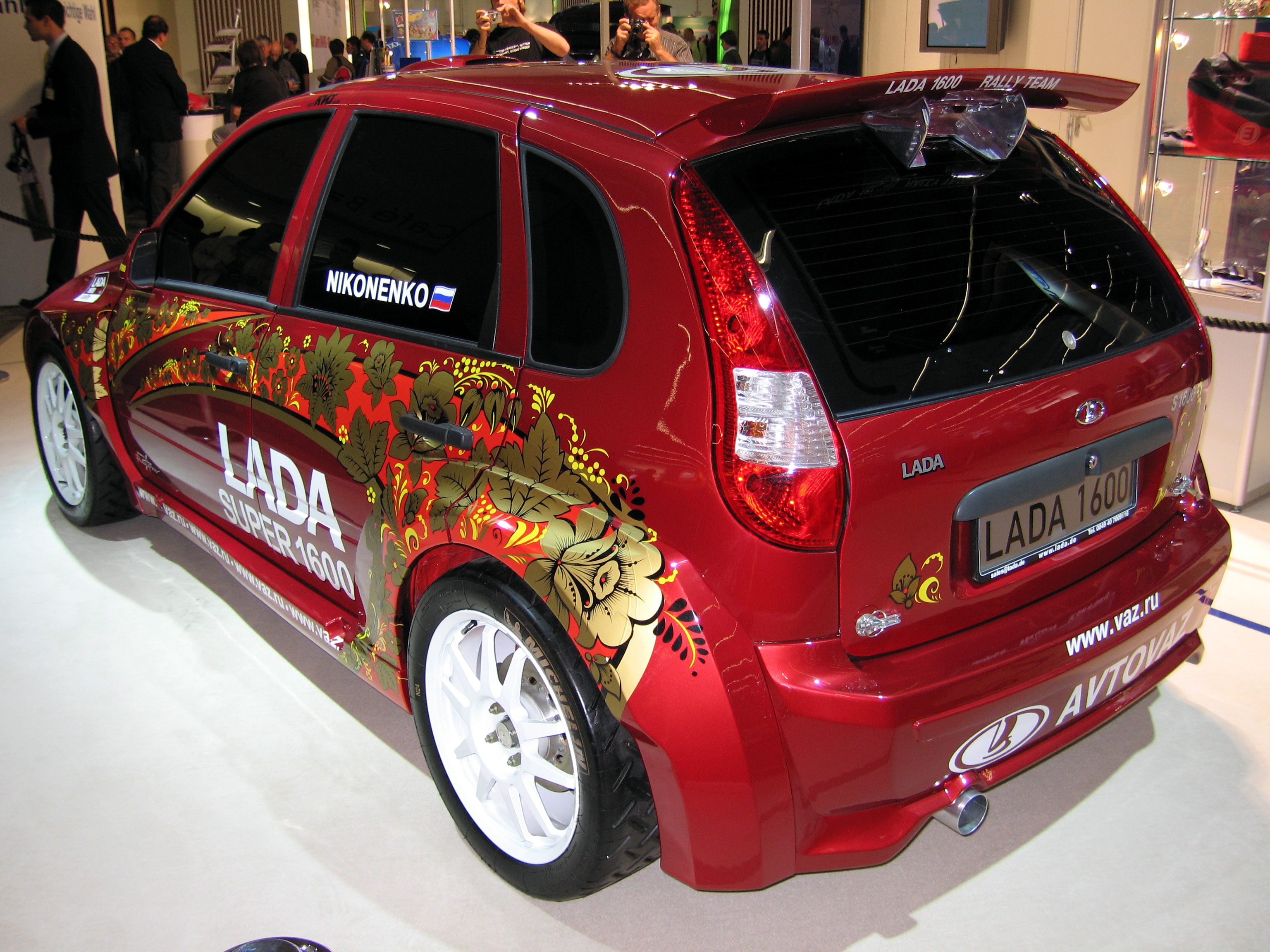
Lada Kalina Super 1600